# James Penberthy
James Penberthy (født 3. maj 1917 i Melbourne - død 29. marts 1999 i New South Wales, Australien) var en australsk komponist, dirigent og journalist.
Penberthy studerede komposition på Mebourne Universitet, og senere hos Nadia Boulanger i Paris. Han studerede direktion i England hos sir John Barbirolli, og slog sig derefter ned i Perth.
Penberthy har skrevet 9 symfonier, 11 operaer, 22 balletter, orkesterværker, klaverkoncerter etc.

## Udvalgte værker
- Symfoni nr. 1 (1950) - for orkester
- Symfoni nr. 2 (1953) - for orkester
- Symfoni nr. 3 "Uranus" (1955-56) - for orkester
- Symfoni nr. 4 "Under havet" (1960) - for orkester
- Symfoni nr. 5 "Vestkystbilleder" (1961) - for orkester
- Symfoni nr. 6 "Jordmoderen" (1972) - for orkester
- Symfoni nr. 7 "Lille Symfoni" (1972) - for orkester
- Symfoni nr. 8 "Koral" (1972) - for orkester
- Symfoni nr. 9 "Sydney" (1982) - for orkester
- "Strandinspektøren og havfruen" - opera
- "Ofelia fra Ni Mil stranden" - opera
- "Larry" (1955) - opera
- "Boomerang" (1951) - ballet
- Klaverkoncert nr. 2 "Aboriginal" (1955) - for klaver og orkester